# Вятское (Смоленская область)
Вятское — деревня в Гагаринском районе Смоленской области России. Входит в состав Серго-Ивановского сельского поселения. Население — 16 жителей (2007). 
Расположена в северо-восточной части области в 23 км к юго-западу от Гагарина, в 11 км севернее автодороги М1 «Беларусь», на берегу реки Руза. В 5 км юго-восточнее деревни расположена железнодорожная станция О.п. 204-й км на линии Москва — Минск. 

## История
В годы Великой Отечественной войны деревня была оккупирована гитлеровскими войсками в октябре 1941 года, освобождена в марте 1943 года.